# Scania-Vabis
Scania-Vabis (Сканія-Вабіс) — з 1911 року шведський виробник автомобілів, автобусів та бронетехніки. Була заснована внаслідок злиття компаній Scania і Vabis. Штаб-квартира знаходиться в Седертельє. У 1921 році компанію викуповує сім'я Валенбергів. У 1929 році компанія припинила виробництво легкових автомобілів.

## Vabis (1891—1911)
Найстарішою шведською автомобільною маркою є фірма Vabis. Заснували її в грудні 1891 року, під назвою Vagnfabriks Aktiebolaget i Södertälje, це було вагонобудівне дочірнє підприємство сталеливарної фірми Surahammars Bruks AB, що знаходилося в передмісті Стокгольма — Седертельє. Однак незабаром внутрішній ринок вагонної продукції був перенасичений, і Петеру Петерсону, чолі підприємства, довелося шукати інші джерела доходів, так на потужностях заводу стали виготовляти і гужовий транспорт.

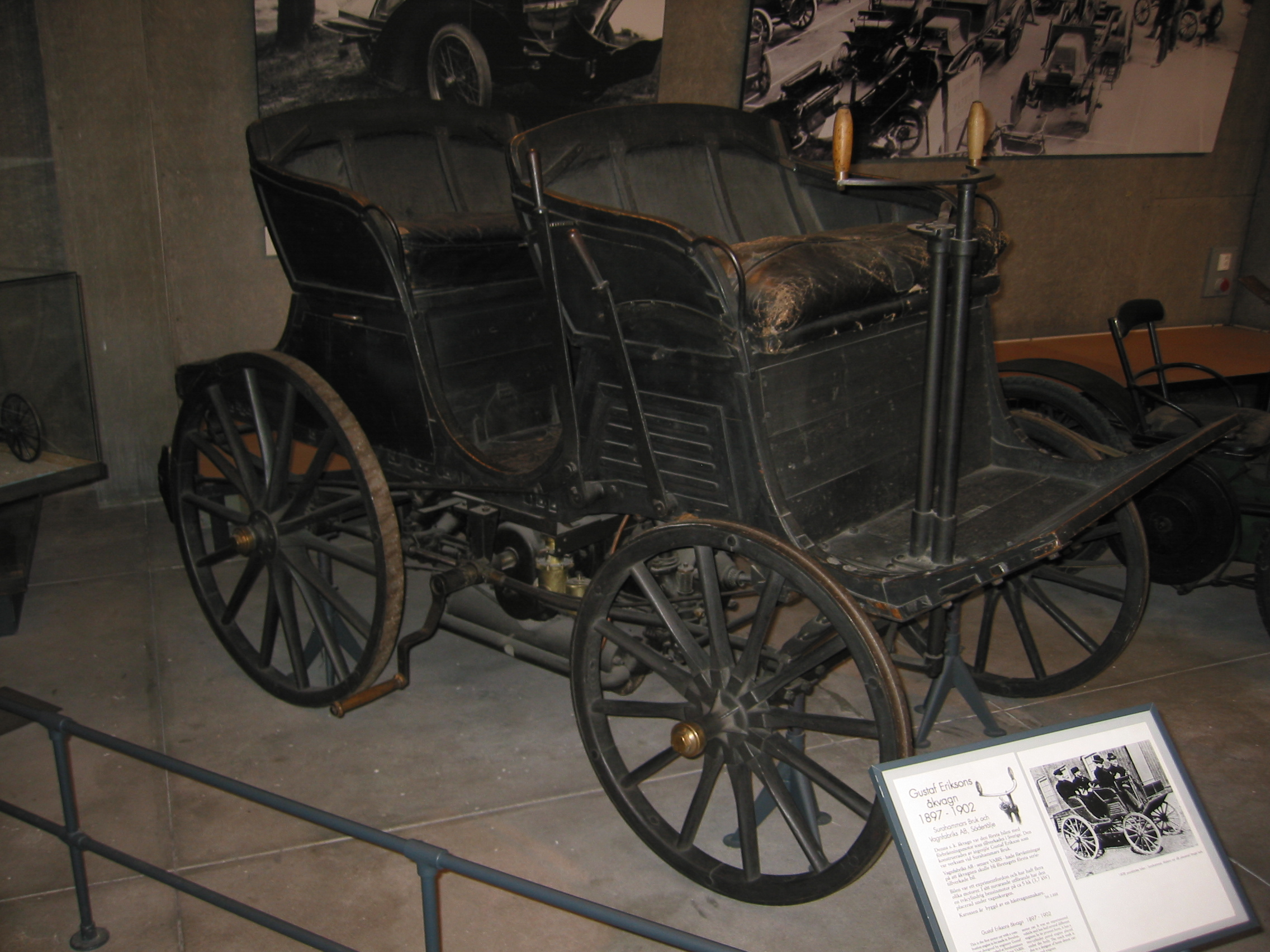
Vabis 6HKR 1897 року

У 1897 році працівник фірми — Густав Еріксон побудував перший автомобіль, це був чотирициліндровий 6-сильний автомобіль, запалювання відбувалося завдяки трубці розжарювання, замість керма — румпель, кузов повністю виготовлений з дерева. Особливістю мотора було те, що він працював на гасі, тому що 37-річний інженер порахував бензин занадто небезпечним паливом. Однак на випробуваннях в квітні місяці автомобіль постійно ламався і відмовлявся їхати, довелося ставити хрест на цьому прототипі.
У 1898 році Еріксон будує нове авто, встановивши цього разу на карету 4-тактний мотор, що працює на бензині, він був 2-циліндровим об'ємом 2.7 л і потужністю 10 к/с, із встановленим один проти одного циліндрами, тобто опозитного типу, двигун вийшов непоганим, проте проблем доставляла система запалювання, яка, як і роком раніше, працювала від трубки розжарювання, проте незабаром Еріксон придумав свою іскрову систему запалювання, і перші серійні машини пішли у виробництво.

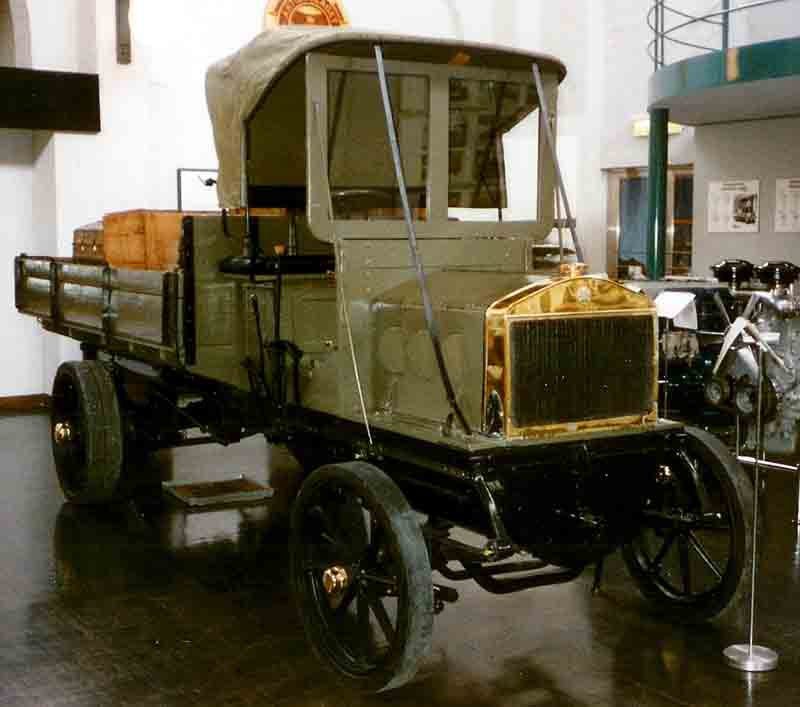
Vabis Truck 2 t 1909

У 1902 році, коли фірма була одним з лідерів у Швеції з виробництва ДВЗ для суден, починається виробництво своїх перших вантажних автомобілів, які оснащувалися 12-сильними моторами, проте смішна не сьогоднішній день потужність і 2-ступінчаста коробка передач не заважали тягти вантаж вагою в півтори тонни.

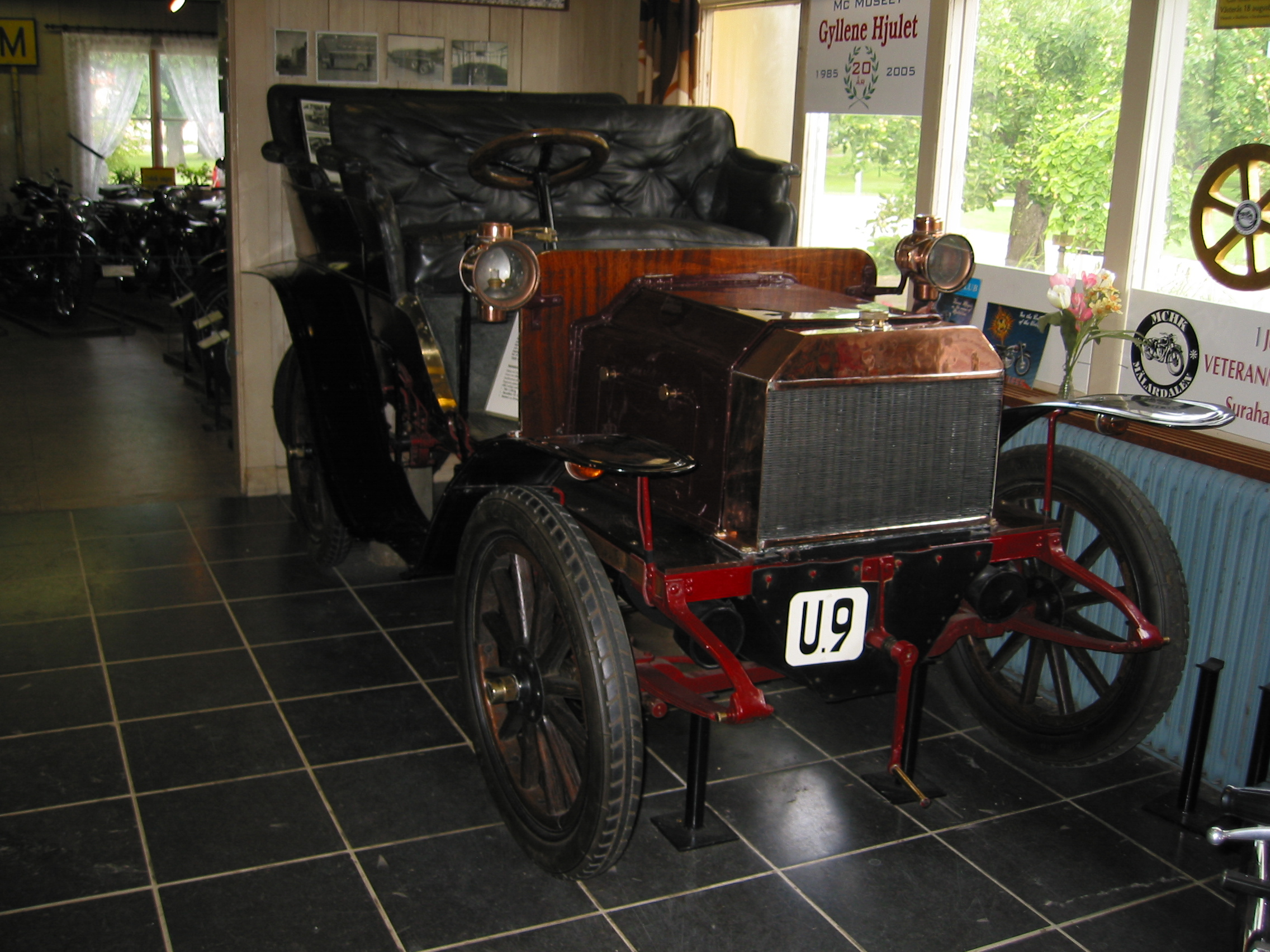
Vabis 8HKR Tonneu

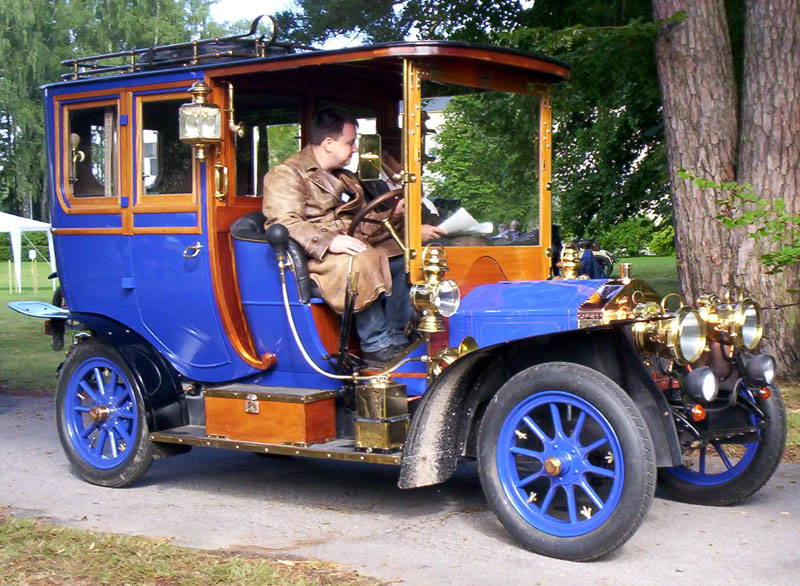
Vabis AP/G 2S 12/14HKR Limousine

У 1903 році фірма будує кілька одноциліндрових машин з мотором об'ємом 1.4 л і потужністю в 8 к/с, проте незабаром з'являються більш потужні та сучасні легкові машини: 2-циліндровий BP/F 10/12HKR з 1.9 л мотором, 4-циліндрові AP/G 2S 12/14HKR з 2-літровим мотором і 3.8 л модель CP/F 20/24HKR, це були нечисленні машини, які були вироблені кількістю не більше 30 примірників в цілому, по правді кажучи, вантажних машин за весь цей час було побудовано ще менше, бо автомобільне виробництво не приносило особливого доходу.
У 1908 році помирає Петер Петерсон, який і був «головним локомотивом», який тягне виробництво автомобілів, в 1909 році фірма Vabis будує нову 3-тонну вантажівку, яка виграє головний приз в тестовому пробігу вантажівок, влаштованим Королівським автомобільним клубом Швеції, прийшло близько 50 замовлень на них, однак раптом чомусь один за одним стали приходити відгуки замовлень, у результаті за весь 1909 рік вдалося реалізувати всього п'ять вантажних автомобілів і сім легкових, стало ясно, що автомобільне виробництво для фірми збиткове. Нове керівництво вирішує виставити підприємство на торги або взагалі припинити його існування, тут в листопаді 1910 року на допомогу приходить Пер Альфред Нордеман, глава фірми Maskinfabriksaktiebolaget Scania.

## Scania (1901—1911)

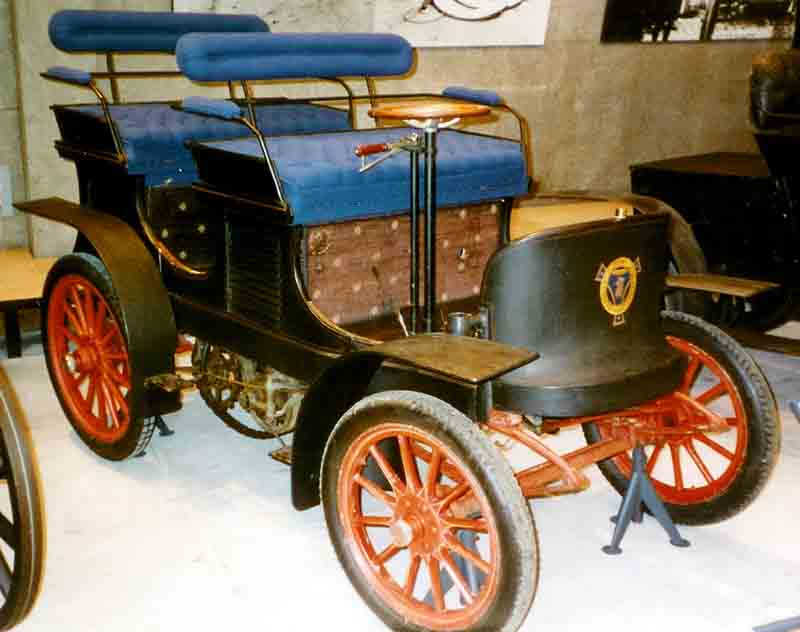
Прототип Scania А1 1901 року, побудований Торсіном

Maskinfabriksaktiebolaget Scania існувала з 1901 року. Правда сама вона вела родовід з 1896 року, коли в Мальме відкрилося дочірнє підприємство англійської фірми Humber Cycle Co, яке випускало велосипеди, а в 1901 році британська компанія перейшла в руки шведських інвесторів, які і змінили назву підприємства, до речі, Scania — це латинське написання області Сконе, де і знаходиться місто Мальме. Нові господарі вирішили розширити виробничу програму за рахунок моторизованого транспорту, первістком став мотоцикл, на який встановили 1.5-сильний одноциліндровий двигун фірми Clement, розробив його Хілдінг Хесслер. Незабаром компанією були найняті Антон Свенсон і Рейнольд Торсін, які повинні були допомогти Хесслеру побудувати автомобіль. У 1901 році був готовий прототип з ДВЗ, розташованим під сидінням водія, і зі складною ланцюговою передачею, проте незабаром Торсіна переманила фірма AMG з Гетеборга, а Свенсон і Хесслер продовжили роботу над наступним автомобілем.

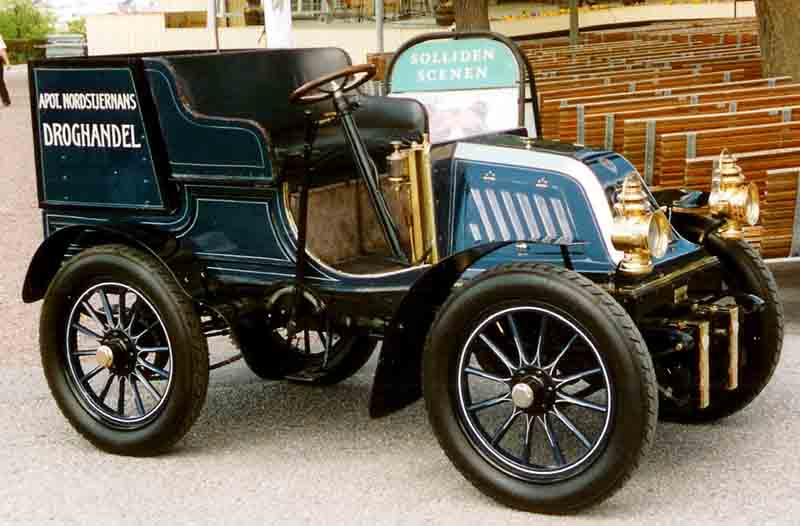
Scania Typ A Tonneau

Через рік з'являються перші вантажні машини Scania, які так само, як і вантажний Vabis, оснащувалися 12-сильним двигуном і могли брати на борт 1.5 т. У 1903 році нарешті з'явилася перша партія з 6-ти легкових автомобілів Scania Typ A, під капотом цих машин знаходився 2-циліндровий 8-сильний ДВЗ берлінської фірми Kämper.

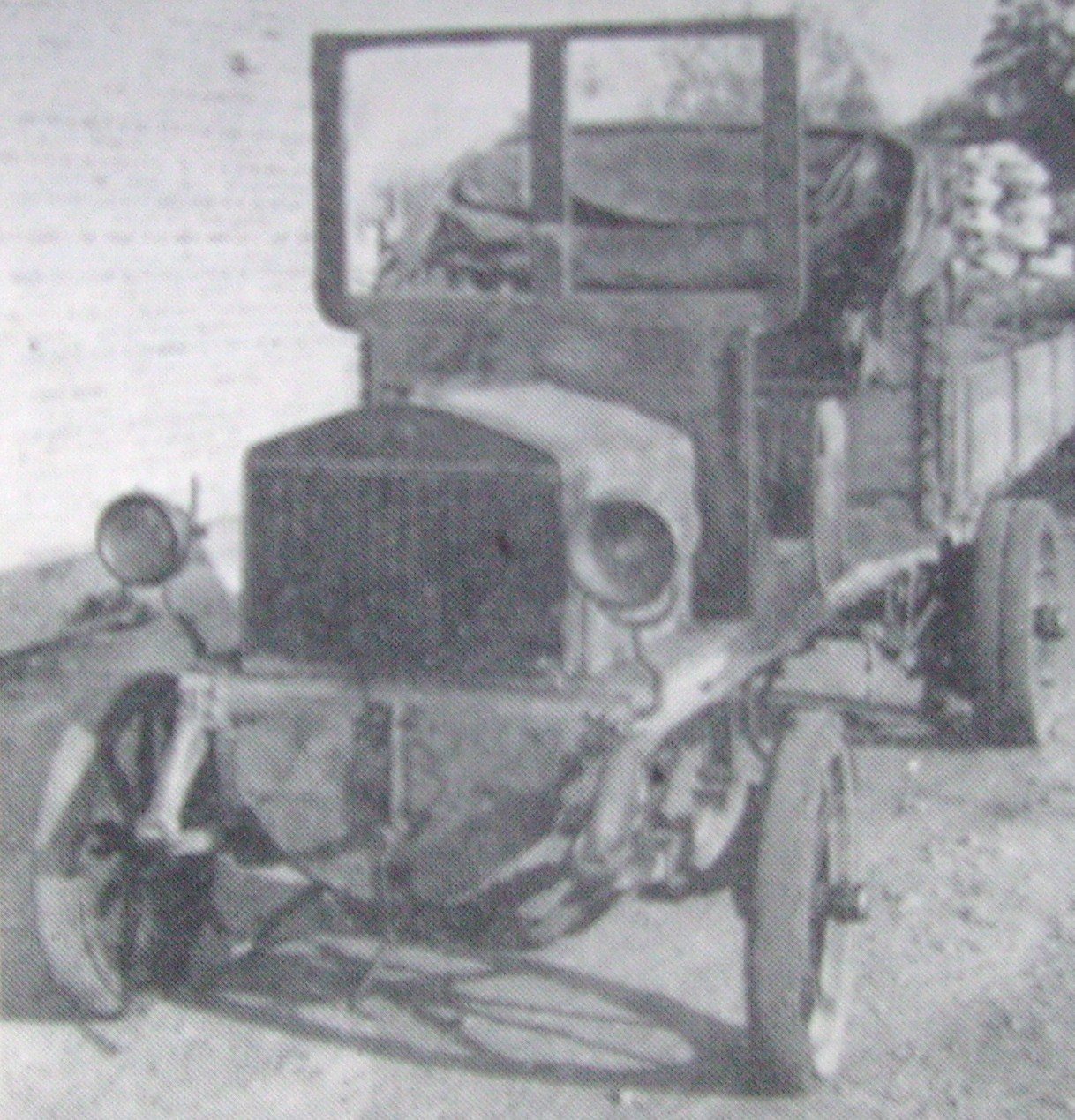
Scania Truck 1905

На наступний рік Тур А модернізують, під капотом знаходить своє місце 2.7 л двоциліндровий 14-сильний двигун фірми Wentzel, а сам капот машини також змінює свій вигляд, з обтічного він перетворюється на класичний з радіатором спереду. Один з цих автомобілів з кузовом «Тонно» придбав собі наслідний принц Густав.

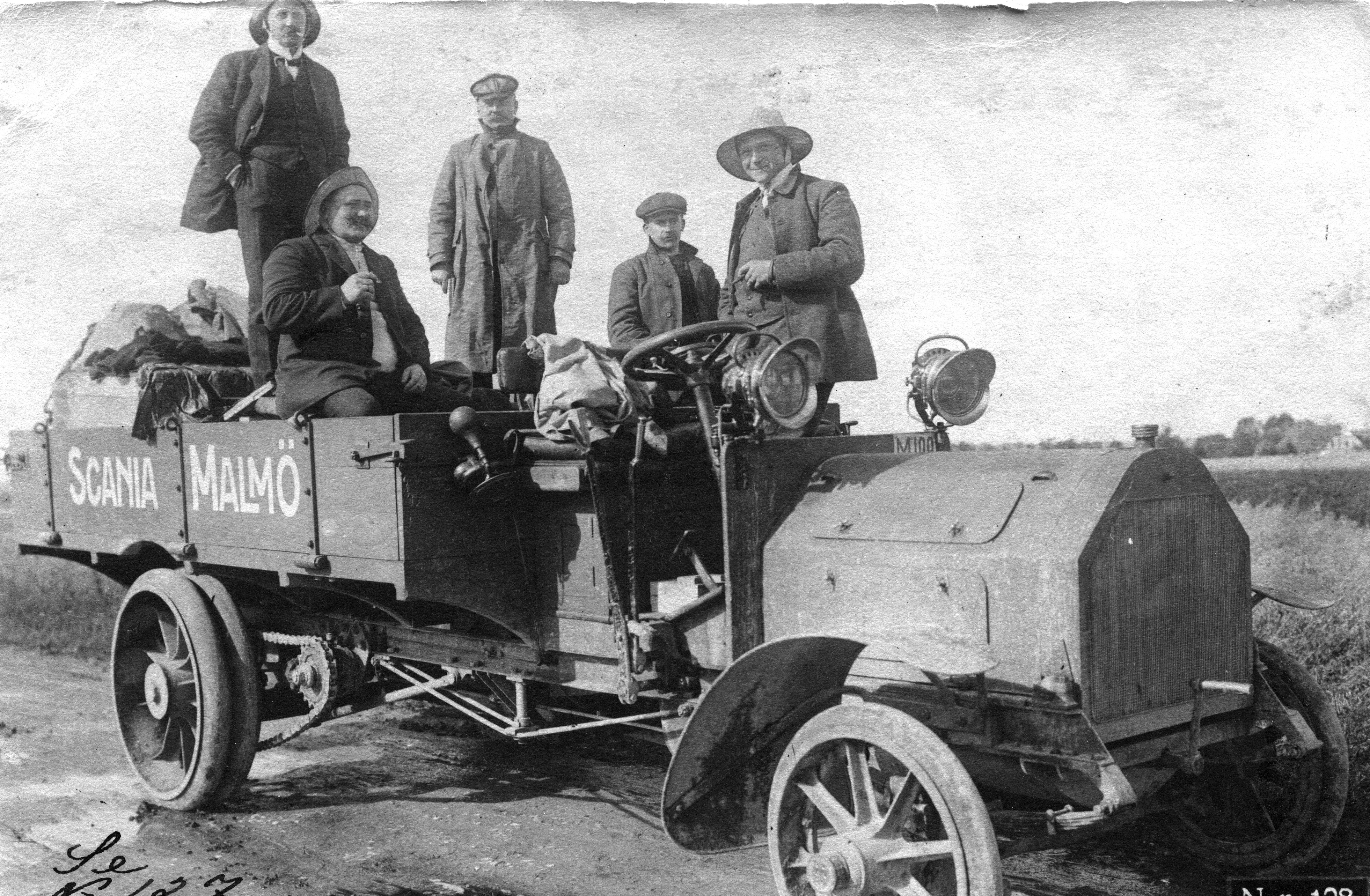
Вантажівка на шасі Scania Typ G 12HKR

З 1905 року фірма стала виготовляти власні двигуни, причому вони були цілком передовими, так вони були 4-циліндровими, запалювання відбувалося за рахунок магнето, клапани мали верхнє розташування, циліндри мали запресовані гільзи, з 1908 року вибір моделей був представлений автомобілями потужністю від 12 к/с до 36 к/с. З 1909 року пішло нове покоління вантажівок, до речі, через рік вперше вантажівка марки Scania продається на експорт, причому пішла машина в Санкт-Петербург, це був автомобіль з підйомником для ремонту трамвайної електролінії.

## Утворення компанії Scania-Vabis (1911—1969)

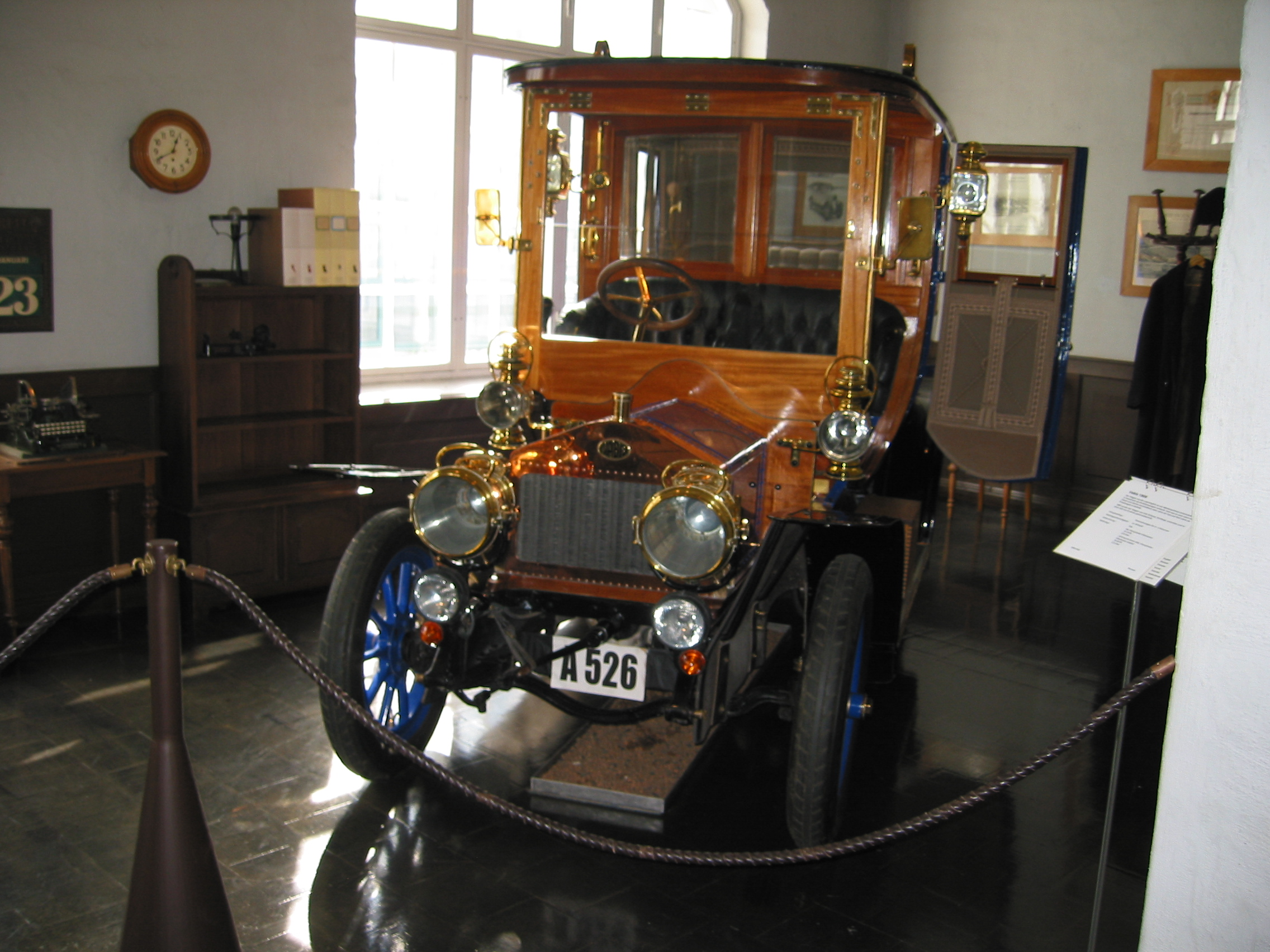
Scania-Vabis G42 16/20HKR, один з 13-ти побудованих на базі моделі Vabis 2S

Справи у Maskinfabriksaktiebolaget Scania йшли непогано, але для збільшення обсягів виробництва потрібні були нові виробничі потужності, а тут, виявляється, в Седертельє потихеньку гине вагонобудівний завод. У підсумку в листопаді 1910 року глава фірми з Мальме — Нордеман підписує угоду про злиття фірм, у березні 1911 року з'являється нова фірма — AB Scania-Vabis. Легкові автомобілі та двигуни стали вироблятися в Седертельє на потужностях Vabis, а з конвеєра в Мальме стали сходити вантажівки, головний офіс також розташувався в Мальме, виробництво велосипедів і мотоциклів припинилося. У перший рік нова фірма випускала під маркою Scania-Vabis автомобілі, які випускалися ще до об'єднання компаній, це було зроблено для того, щоб поставити своїм клієнтам саме той автомобіль, що був замовлений, всього в каталогах значилося п'ять моделей.

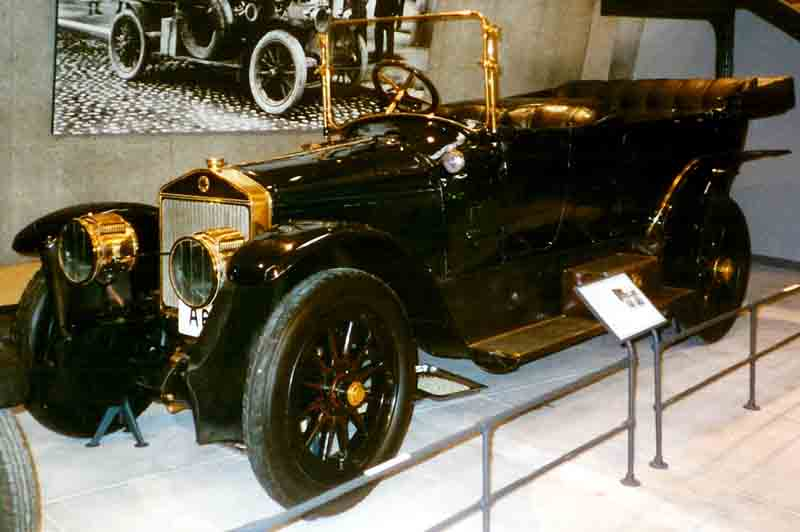
Scania-Vabis 3S 30/36HKR Phaeton

Однак у 1912 році в Седертельє вирішили випускати легкові автомобілі люкс класу однієї єдиної моделі, незабаром з'явилися Scania-Vabis 3S. Це був 4-циліндровий автомобіль з мотором, що дістався в спадок від фірми Vabis, його об'єм був 4.4 л, і потужність — 36 к/с, агрегатувався він з 4-ступінчастою коробкою передач. Автомобіль був непогано оснащений, так, наприклад, в машині принца Густава з кузовом лімузин малося переговорне обладнання для того, щоб «найясніший», що сидить за перегородкою, міг давати цінні вказівки своєму водієві.

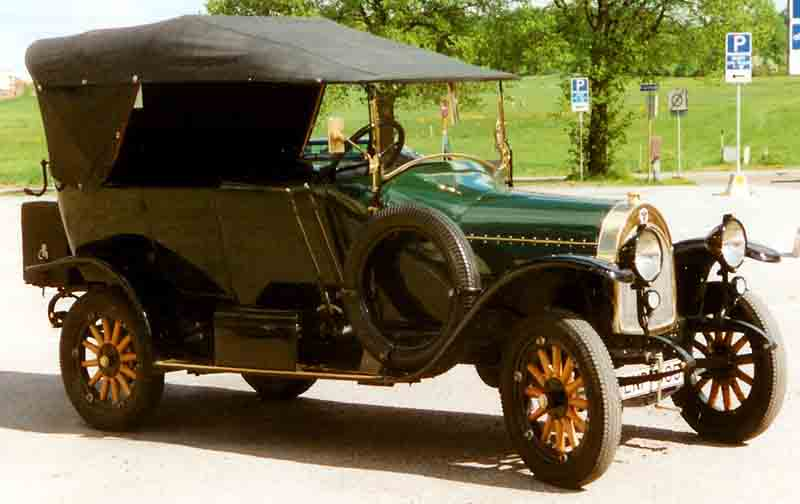
Scania-Vabis Typ I Phaeton

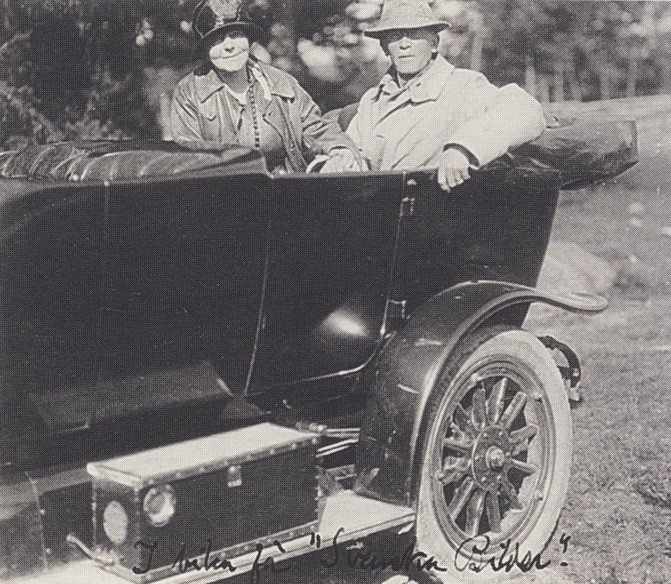
Таксі Scania-Vabis Typ II Landaulette

У 1913 році в Седертельє купується ще одне приміщення — вагоноремонтна майстерня, бо тепер основне виробництво сконцентровано в Седертельє, то і головний офіс переїжджає в це місто. Крім цієї події, в Копенгагені, що в сусідній Данії, також починається виробництво продукції шведської фірми, для цього створюється дочірнє підприємство — Dansk A/S Scania Vabis, до речі, крім автомобілів марки Scania-Vabis датське відділення починає випускати по ліцензії й німецькі Der Dessauer. У 1915 році з'являються: Typ I — 2 л 22-сильний автомобіль, а також Тур II, з 30-сильним двигуном об'ємом 3.5 л, їх відрізняло від попередньої моделі наявність модних тоді V-подібного радіатора і лобових вікон, ці моделі стали масовими в модельному ряду фірми, бо протрималися у виробництві до 1925 року, розроблені вони були під керівництвом нового головного інженера фірми — Августа Нільсона.
У 1916 році фірма починає робити упор на виробництві вантажних автомобілів, морських двигунів, працюючих на спирті, і сучасних легкосплавних авіаційних моторів, розвиваючих при 6-ти циліндрах всі 120 к/с, хоча сама Швеція залишалася в нейтралітеті. У Данії ж в цей час з'являється мотор V8, розроблений для легкової моделі, всього було побудовано 25 машин з таким мотором, в тому числі і карет швидкої допомоги.

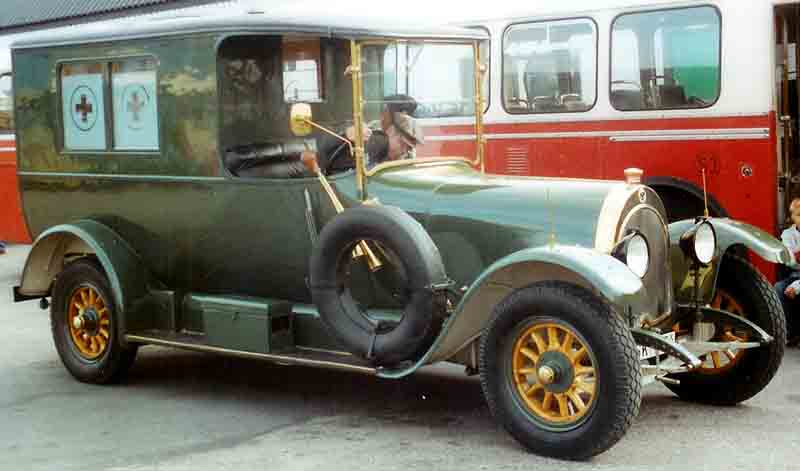
Scania-Vabis Typ III Ambulance

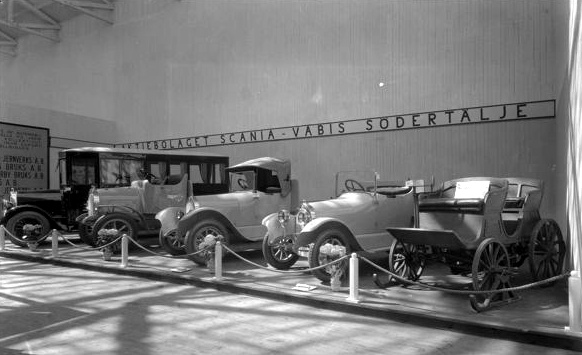
Scania-Vabis 1923 рік. Музей

У 1917 році з'являється модель Тур III, вона стала найбільшою в шведській виробничій програмі легкових автомобілів, під її капотом переховувався 5-літровий 4-циліндровий мотор потужністю 55 к/с, цей двигун був розроблений ще в 1915 році, але ставився до цього моменту тільки на вантажні автомобілі. Тур III був дуже дорогою машиною, тому за три роки її виробництва був побудований всього 51 екземпляр, правда серед дорогих кузовів типу ландо або лімузин можна зустріти і вантажну версію цієї машини, а також карети швидкої допомоги. Через два роки модернізується Тур II, потужність його мотора тепер дорівнює 36 к/с, база збільшилась на 10 см, а сама машина отримує індекс Typ IIA, через рік машина отримує як стандартне обладнання електричні фари і стартер.
Однак закінчення війни і економічна криза сильно б'ють по підприємству, справа в тому, що Нордеман очікував буму на вантажну продукцію, тому за його вказівкою з виробничої програми зникають пожежні машини, карети швидкої допомоги, інший спеціалізований транспорт, але реалії виявилися зовсім іншими, усвідомивши свій промах, Нордеман подає у відставку в кінці 1919 року. Тим часом справи йдуть все гірше і гірше, в 1920 році починаються страйки робітників, багато клієнтів через зриви поставки замовлень відмовляються від них, все це тільки ще більше погіршує стан справ. У підсумку, в червні 1921 року фірма оголошує себе банкрутом, попутно про свою неспроможність оголосило і датське відділення фірми, де до того часу, за період з 1913 року, було вироблено близько 175 вантажівок і 75 легковиків.
Збанкрутіле підприємство в листопаді 1921 року викуповує сім'я Валенбергів, яким належить Stockholms Enskilda Bank (SEB), вони ставлять директором Гуннара Ліндмарка, який розуміє, що з наявною виробничою програмою, яка була розроблена в основному ще до війни, далеко не підеш, він дає вказівку розробити нові комерційні автомобілі та автобуси Августу Нільсону, який вже через рік будує 15 автобусів для шведської пошти, їх особливістю стала наявність гусеничного рушія на задній осі і лиж як керуючих елементів. Саме завдяки цьому замовленню воскресла фірма і встояла на ногах, незабаром появились і нові вантажівки, легкові ж автомобілі поки вважалися другорядним продуктом. До речі, в 1922 році Нільсон отримав патент на свій карбюратор, який значно економив паливо, плюс він розробив двигун, який міг працювати на суміші технічного спирту та бензину.
Однак, не дивлячись на те, що початок 20-х видався досить складним, легкові автомобілі марки Scania-Vabis брали участь і в спортивних змаганнях, так в «Зимових ралі» 1920 року Ханс Остерман, який до цього ганяв на автомобілях марки Minerva, зайняв 4 місце за кермом Scania-Vabis Typ III Phaeton, але, не дивлячись на непризове місце, водій отримав спецприз короля Швеції, мабуть, за те, що той брав участь на шведській машині, а не іномарці. У 1924 році Гуннар Вестерберг взяв участь у чергових зимових перегонах, цього разу машина марки Scania-Vabis прийшла до фінішу третьою, слідом за Buick і Voisin, проте за Scania-Vabis Typ IIA була перемога в своєму класі.

## Припинення виробництва. Закриття компанії

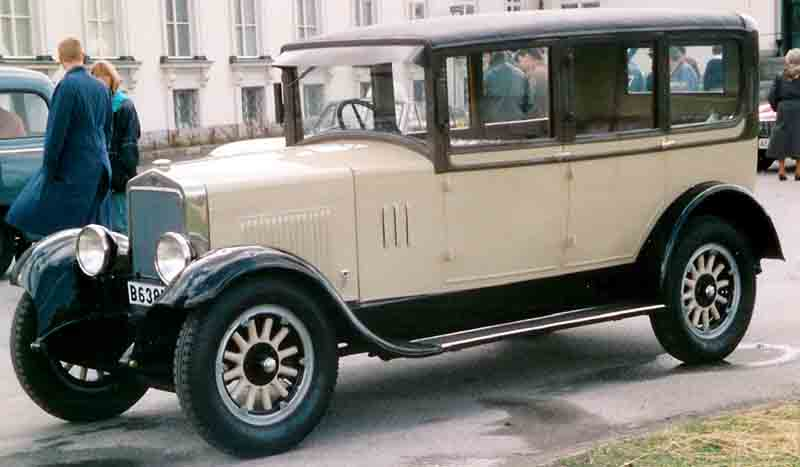
Scania-Vabis Typ 2122

Проте до 1925 року припинилося виробництво автомобілів в Мальме, а в 1927 році завод і зовсім припинив свою життєдіяльність, виробництво збереглося тільки в Седертельє. У 1929 році, напередодні чергової економічної кризи, Scania-Vabis виробляє свій останній легковик — модель 2122, яка оснащувалася 2.3 л двигуном з боковим розташуванням клапанів, розвивав цей двигун 35 к/с, до речі, на цих автомобілях їздили топ-менеджери фірми, з міркувань відданості і престижу фірми.

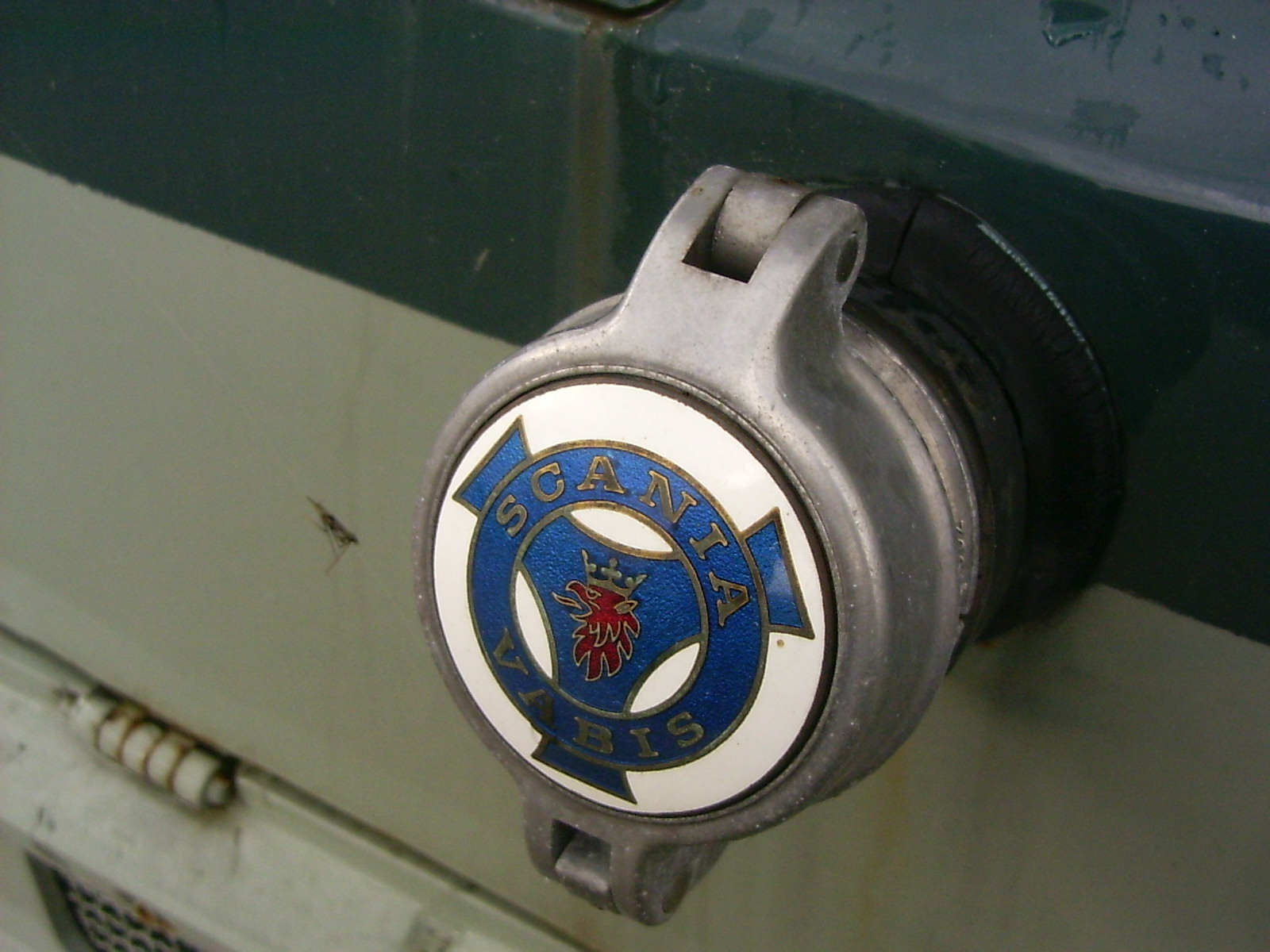
Логотип Scania-Vabis

З цього моменту завод став випускати тільки вантажні автомобілі, автобуси, а також військову продукцію. У 1950-ті роки фірма підзаробляла збутом продукції фірм Willys і Volkswagen, перша була представлена позашляховиками М38 і їх модернізаціями, другий — «Жуками», так що приробіток був дуже непоганий. У 1969 році з емблеми Scania-Vabis пропало слово Vabis, бо фірма злилася із фірмою SAAB, саме з цього моменту пішло в небуття ім'я шведської автомобільної компанії — VABIS, до речі, всього за весь час фірмами Vabis, Scania і Scania-Vabis було виготовлено близько 735 легкових автомобілів.

## Список легкових автомобілів Vabis
- 1897 — Vabis 6HKR
- 1898 — Vabis 10HKR
- 1903 — Vabis 8HKR
- 1905 — Vabis BP/F 10/12HKR
  - Vabis AP/G 2S 12/14HKR 
  - Vabis CP/F 20/24HKR

## Список легкових автомобілів Scania
- 1901 — Scania А1
- 1903 — Scania Typ A
- 1904 — Scania Typ С
- 1908 — Scania Typ G

## Список легкових автомобілів Scania-Vabis
- 1911 — Scania-Vabis 2S
- 1912 — Scania-Vabis 3S
- 1915 — Scania-Vabis Typ I
  - Scania-Vabis Typ II
- 1917 — Scania-Vabis Typ III
- 1919 — Scania-Vabis Typ IIA
- 1929 — Scania-Vabis Typ 2122